# The Popes
The Popes är ett band skapat av Shane MacGowan i början av 1990-talet under namnet Shane MacGowan & The Popes. När MacGowan lämnade bandet 1998 fortsatte det spela men kallar sig enbart The Popes.